# دجاج الليجهورن
دجاج الليجهورن أو «الليغورن» هي سلالة دجاج من سلالات البحر الأبيض المتوسط، تعرف غالبًا باللون الأبيض وعُرفها المائل، وهي سلالة جيدة في إنتاج البيض.
يتبع عرق الليغهورن إلى مجموعة البحر الأبيض المتوسط، حيث نشأ في مقاطعة ليغورنو الإيطالية، وهو أكثر عروق وسلالات الدجاج انتشارًا في العالم، ويوجد منه أكثر من اثنتي عشر سلالة أهمها السلالة البيضاء والسلالة البنية.

## خصائص
تتميز سلالة الليجهورن بالشكل المثلثي والوزن المنخفض والعرف المفرد القائم عند الذكور والمائل إلى أحد الجانبين عند الإناث. ويلاحظ أحيانًا وجود العرف الوردي في بعض السلالات. وتتميز هذه السلالة بإنتاج البيض، وتدخل السلالة البيضاء منها في معظم برامج التربية لإنتاج هجين إنتاج بيض المائدة. ومن ميزاتها الأخرى اللون الأصفر للمنقار والأرجل والجلد وقلة الرقاد وحضن البيض، واللون الأبيض لشحمة الاذن والأرجل العارية من الريش.

## التاريخ
أصول الليجهورن ليست واضحة ومختلف عليها. يبدو أن أصولها من السلالات المتواجدة في المناطق الريفية في توسكانا، ومنه اقتبس اسم دجاج ليغورن، حيث ميناء توسكان الذي تم تصدير الطيور الأولى منه إلى أمريكا الشمالية.
عرف تاريخ الصادرات الأولى في 1828 1830 ثم 1852. كانت معروفة في البداية عند الأمريكيين باسم سلالة دجاج «الإيطاليين». ثم أطلق عليها اسم "Leghorns" في عام 1865، بالضبط في ورسستر
 بماساتشوستس بالولايات المتحدة الأمريكية، حيث ميناء بوسطن.
تم إدراج الليجهورن ضمن قائمة جمعية تأمين بقاء السلالات النادرة (بالإنجليزية: Rare Breeds Survival Trust) وهي جمعية خيرية إنجليزية تهدف لتأمين اٍستمرار وجود المصدر الجيني لحيوانات المزرعة بالمملكة المتحدة. تأسست عام 1973م لحماية السلالات الأصلية، منذ ذلك الحين لم تنقرض أي سلالة أصلية بالمملكة المتحدة أدرجتها الجمعية ضمن قائمة حمايتها.

## الألوان
عموما تعرف غالبًا بلونها الأبيض، كما توجد بلون أحمر مزركش واللون الأسود.
وقد تم تضمين سلالة الليجهورن في المعيار الأمريكي للدواجن American Standard of Perfection في عام 1874، بثلاثة ألوان: الأسود والأبيض والبني.
سجل اللون البني الداكن في عام 1883، ثم اللون الفضي، واللون الأحمر والأحمر ذي الذيل الأسود في عام 1929، وفي عام 1981 تم إضافة اللونين البرتقالي والذهبي في نوع دجاج الليجهورن إلى القائمة.

## الاستعمال
تربى دجاجة الليجهورن لإنتاج البيض. إذ يمكن أن يصل عدد البيض الذي تضعه في السنة إلى حوالي ال 300 بيضة.

## روابط متعلقة
- The American Brown Leghorn Club
- The Leghorn Club (UK)
- The Leghorn Club of Australia نسخة محفوظة 7 يونيو 2015 على موقع واي باك مشين.
- نادي الدواجن البريطاني

## طالع
- دجاج سلطان
- دجاج ذات الرقبة العارية
- دجاج حمراوي
- دجاج كتالانا
- دجاجة سوداء ذات الوجه الأبيض